# رينولد شنايدر
رينولد شنايدر (بالألمانية: Reinhold Schneider)‏ (و. 1903 – 1958 م) هو شاعر، ومؤلف، ومترجم، وكاتب، ومقاوم عسكري ألماني، ولد في بادن بادن، توفي في فرايبورغ، عن عمر يناهز 55 عاماً.

## جوائز وترشيحات
حصل على جوائز منها:
جوائز
- جائزة السلام الألمانية لتجارة الكتب (1956)

ترشيحات
- جائزة نوبل في الأدب (1955)

ترشح لـ:
- جائزة نوبل في الأدب (1955).[6]

## روابط خارجية
- رينولد شنايدر على موقع مونزينجر (الألمانية)